# Брючная роль

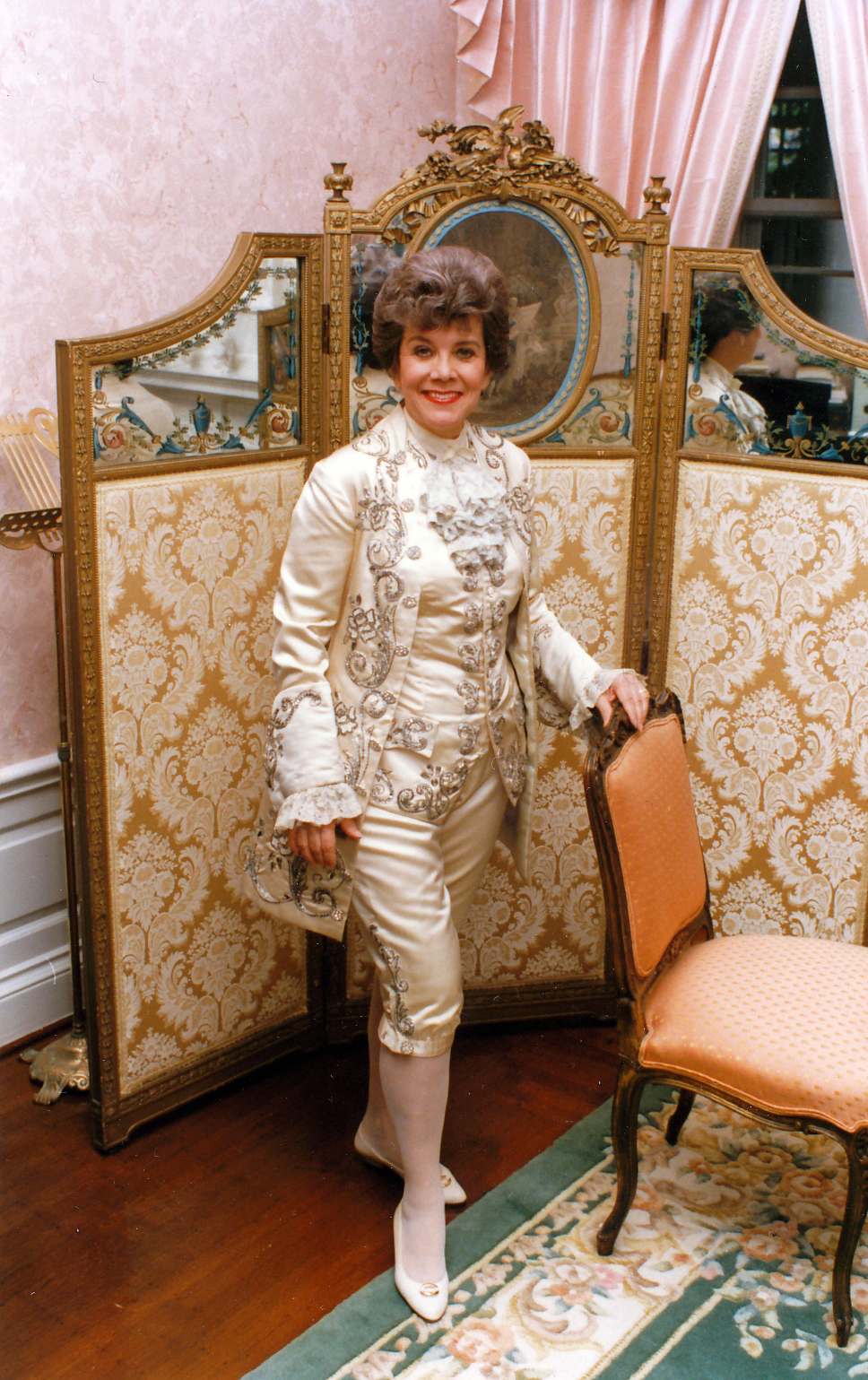
М. Миллер в роли Октавиана («Кавалер розы»)

Брючная роль (брючная партия) — термин музыкального театра, преимущественно оперный. Означает роль мужского персонажа в сценическом произведении, которую из-за специальных требований к предписанному автором вокальному диапазону исполняет женщина. Обычно исполнительница брючной роли носит на сцене мужской костюм. Термин «брючная роль» не применяется к ситуациям, когда женский персонаж произведения притворяется мужчиной или использует мужской костюм для маскировки.
Шире, чем «брючная роль», термин «травести» (от итал. travesti, переодетый), так как он относится не только к мужским, но и к женским ролям, если они исполняются актёрами противоположного пола. Иногда такие роли именуются «юбочными» (см. ниже).

## История
Первые профессиональные актрисы появились на публичной сцене в 1660 году, заменив одетых в платье мальчиков шекспировской эпохи. Настоящие женщины, произносящие раскованные диалоги и демонстрирующие себя на сцене, были новинкой и привлекали публику. Еще большее любопытство привлекали женщины, носившие на сцене мужскую одежду. В конце XVII века почти четверть ролей в театре была предназначена для переодетых женщин. Почти любая актриса той эпохи хоть раз появлялась на сцене в мужской одежде. Для привлечения публики брючные роли вставляли даже в старые произведения. 

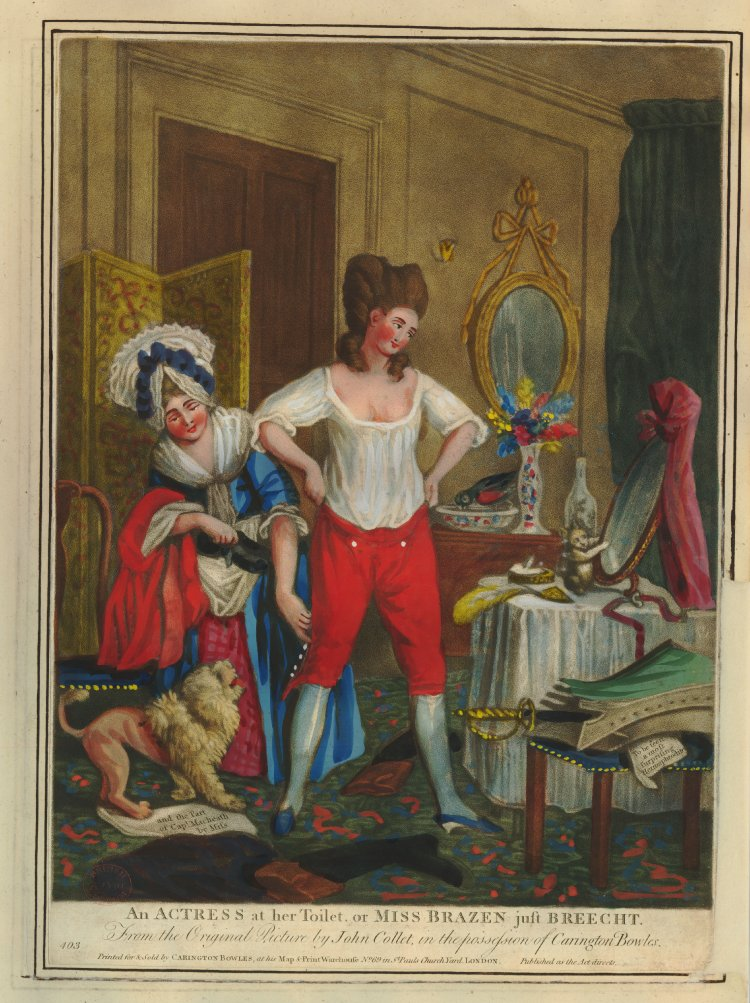
Актриса XVIII века надевает мужской наряд

В опере состав ролей, которые традиционно считают брючными, постоянно меняется в зависимости от вкусов публики. В операх XVII и XVIII веков (за исключением французских) множество ведущих оперных партий были написаны для кастратов — мужчин, оскоплённых до наступления половой зрелости и обладающих очень сильным и высоким голосом. Когда традиция кастрации мальчиков-певцов стала сходить на нет, композиторы продолжали писать мужские героические партии для высокого голоса — и их исполняли контральто того времени (в современных понятиях их вокальному диапазону соответствует меццо-сопрано). Некоторые певицы специализировались именно на таких ролях, например, Мариетта Альбони и Розмунда Пизарони.
В XXI веке многие роли, предназначенные для кастратов, вновь исполняют мужчины. Причиной стала возрастающая популярность контратеноров и, соответственно, разработка способов обучения и тренировки вокалистов с очень высоким голосом.

## Примеры брючных партий
К брючным ролям в опере относятся все мужские партии, предназначенные для женских голосов. Чаще всего брючную роль — подростка или юношу — исполняют меццо-сопрано или контральто. Речь идёт именно о мужских ролях: роли с переодеваниями, например, Леонора в «Фиделио» или Джильда в третьем акте «Риголетто» брючными ролями не являются. 
Самые популярные роли данного типа — часто исполняемые партии Керубино («Свадьба Фигаро»), Октавиана («Кавалер розы»), Гензеля («Гензель и Гретель»). К числу брючных ролей относят и Орфея («Орфей и Эвридика»), хотя изначально эта партия была написана для певца-кастрата, а во французской версии — для контратенора.
Решение, приглашать ли для исполнения роли молодого князя Орловского в «Летучей мыши» мужчину или женщину, остаётся за создателями спектакля. И те, и другие поют эту партию. В исполнении меццо-сопрано Орловский выглядит как женщина, но звучит как юноша. Если партию исполняет контратенор, персонаж выглядит как мужчина, но звучит как женщина. Это несоответствие становится еще более очевидным, если, как в этой оперетте, вокальные номера сопровождаются и разговорными диалогами.
| Композитор              | Опера                       | Опера                      | Персонаж              | Тип голоса |
| ----------------------- | --------------------------- | -------------------------- | --------------------- | --- |
| Марк Адамо              | «Маленькие женщины»         | Little Women               | Фредерик Баер         | меццо-сопрано |
| Томас Адес              | «Буря»                      | The Tempest                | Ариель                | сопрано |
| Рейнальдо Ан            | «Моцарт»                    | Mozart                     | Моцарт                | сопрано |
| Томас Арн               | «Артаксеркс»                | Artaxerxes                 | Арбаче                | меццо-сопрано |
| Винченцо Беллини        | «Капулетти и Монтекки»      | I Capuleti e i Montecchi   | Ромео                 | меццо-сопрано |
| Гектор Берлиоз          | «Бенвенуто Челлини»         | Benvenuto Cellini          | Асканио               | меццо-сопрано |
| Рихард Вагнер           | «Риенци»                    | Rienzi                     | Адриано               | меццо-сопрано |
| Рихард Вагнер           | «Тангейзер»                 | Tannhäuser                 | Пастух                | сопрано |
| Джузеппе Верди          | «Бал-маскарад»              | Un ballo in maschera       | Оскар                 | сопрано |
| Джузеппе Верди          | «Дон Карлос»                | Don Carlos                 | Тибо                  | сопрано |
| Йозеф Гайдн             | «Дива»                      | La canterina               | Дон Этторе            | сопрано |
| Георг Фридрих Гендель   | «Альцина»                   | Alcina                     | Руджеро               | меццо-сопрано |
| Георг Фридрих Гендель   | «Ариодант»                  | Ariodante                  | Ариодант              | партия написана для кастрата-сопраниста, исполняют меццо-сопрано                                                               |
| Георг Фридрих Гендель   | «Ариодант»                  | Ariodante                  | Лурканио              | В первой версии партия написана для контральто, во второй — для тенора. Исполняют контральто, контратенор или лирический тенор |
| Георг Фридрих Гендель   | Ксеркс                      | Serse                      | Ксеркс                | партия написана для кастрата, исполняют меццо-сопрано или контратенор                                                          |
| Георг Фридрих Гендель   | «Юлий Цезарь»               | Giulio Cesare              | Юлий Цезарь           | партия написана для кастрата-альта, исполняют меццо-сопрано или контратенор                                                    |
| Георг Фридрих Гендель   | «Юлий Цезарь»               | Giulio Cesare              | Секст                 | меццо-сопрано |
| Михаил Иванович Глинка  | «Жизнь за царя»             | «Жизнь за царя»            | Ваня                  | контральто |
| Михаил Иванович Глинка  | «Руслан и Людмила»          | «Руслан и Людмила»         | Ратмир                | контральто |
| Кристоф Виллибальд Глюк | «Орфей и Эвридика»          | Orfeo ed Euridice          | Орфей                 | партия написана для кастрата, исполняют меццо-сопрано, контральто или контратенор                                              |
| Шарль Гуно              | «Ромео и Джульетта»         | Roméo et Juliette          | Стефано               | сопрано |
| Шарль Гуно              | «Фауст»                     | Faust                      | Зибель                | контральто, меццо-сопрано или сопрано                                                                                          |
| Антонин Дворжак         | Русалка                     | Rusalka                    | Поварёнок             | сопрано |
| Гаэтано Доницетти       | «Алахор в Гранаде»          | Alahor in Granata          | Мулей-Хассан          | контральто |
| Гаэтано Доницетти       | «Анна Болейн»               | Anna Bolena                | Сметон                | меццо-сопрано |
| Гаэтано Доницетти       | «Лукреция Борджиа»          | Lucrezia Borgia            | Маффио Орсини         | контральто |
| Альфредо Каталани       | «Валли»                     | La Wally                   | Вальтер               | сопрано |
| Джон Корильяно          | «Призраки Версаля»          | The Ghosts of Versailles   | Керубино              | меццо-сопрано |
| Шарль Лекок             | «Маленький герцог»          | Le petit duc               | Рауль де Партене      | сопрано |
| Жюль Массне             | «Золушка»                   | Cendrillon                 | Принц Шарман          | сопрано |
| Жюль Массне             | «Керубино»                  | Chérubin                   | Керубино              | сопрано |
| Джакомо Мейербер        | «Гугеноты»                  | Les Huguenots              | Урбани                | меццо-сопрано |
| Клаудио Монтеверди      | «Коронация Поппеи»          | L’incoronazione di Poppea  | Нерон                 | сопрано |
| Вольфганг Амадей Моцарт | «Идоменей»                  | Idomeneo                   | Идамант               | меццо-сопрано (в венской редакции тенор)                                                                                       |
| Вольфганг Амадей Моцарт | «Милосердие Тита»           | La clemenza di Tito        | Секст                 | Сопрано |
| Вольфганг Амадей Моцарт | «Милосердие Тита»           | La clemenza di Tito        | Аннио                 | Сопрано |
| Вольфганг Амадей Моцарт | «Митридат, царь Понтийский» | Mitridate, re di Ponto     | Фарнак                | партия написана для кастрата-сопрано, исполняют меццо-сопрано, контральто или контратенор                                      |
| Вольфганг Амадей Моцарт | «Митридат, царь Понтийский» | Mitridate, re di Ponto     | Сифар                 | партия написана для кастрата-альта, исполняют сопрано                                                                          |
| Вольфганг Амадей Моцарт | «Мнимая садовница»          | La finta giardiniera       | Рамиро                | меццо-сопрано |
| Вольфганг Амадей Моцарт | Свадьба Фигаро              | Le nozze di Figaro         | Керубино              | меццо-сопрано |
| Вольфганг Амадей Моцарт | «Царь-пастух»               | Il re pastore              | Аминтас               | партия написана для кастрата-сопраниста, исполняют лирические сопрано                                                          |
| Жак Оффенбах            | «Болтуны»                   | Les bavards                | Ролан                 | контральто |
| Жак Оффенбах            | «Дамы рынка»                | Mesdames de la Halle       | Поварёнок             | сопрано |
| Жак Оффенбах            | «Дафнис и Хлоя»             | Daphnis et Chloé           | Дафнис                | меццо-сопрано |
| Жак Оффенбах            | «Женевьева Брабантская»     | Geneviève de Brabant       | Дроган                | сопрано |
| Жак Оффенбах            | «Мадам Аршидюк»             | Madame l’archiduc          | Фортунато             | меццо-сопрано |
| Жак Оффенбах            | «Мост вздохов»              | Le pont des soupirs        | Аморозо               | меццо-сопрано |
| Жак Оффенбах            | «Орфей в аду»               | Orphée aux enfers          | Купидон               | сопрано |
| Жак Оффенбах            | «Прекрасная Елена»          | La belle Hélène            | Орест                 | меццо-сопрано |
| Жак Оффенбах            | «Путешествие на луну»       | Le voyage dans la lune     | Принц Каприс          | меццо-сопрано |
| Жак Оффенбах            | «Разбойники»                | Les brigands               | Фраголетто            | меццо-сопрано |
| Жак Оффенбах            | «Робинзон Крузо»            | Robinson Crusoé            | Пятница               | меццо-сопрано |
| Жак Оффенбах            | «Сказки Гофмана»            | The Tales of Hoffmann      | Никлаус               | меццо-сопрано |
| Жак Оффенбах            | «Хорошенькая парфюмерша»    | La jolie parfumeuse        | Баволе                | сопрано |
| Ханс Пфицнер            | «Палестрина»                | Palestrina                 | Игино                 | сопрано |
| Ханс Пфицнер            | «Палестрина»                | Силла                      | меццо-сопрано         | |
| Морис Равель            | «Дитя и волшебство»         | L’enfant et les sortilèges | Дитя                  | меццо-сопрано |
| Морис Равель            | «Дитя и волшебство»         | Пастух                     |                       | меццо-сопрано |
| Джоаккино Россини       | «Бьянка и Фальеро»          | Bianca e Falliero          | Фальеро               | меццо-сопрано |
| Джоаккино Россини       | «Вильгельм Телль»           | Guillaume Tell             | Джемми                | сопрано |
| Джоаккино Россини       | «Граф Ори»                  | Le comte Ory               | Изолье                | меццо-сопрано |
| Джоаккино Россини       | «Дева озера»                | La donna del lago          | Малкольм              | контральто |
| Джоаккино Россини       | «Семирамида»                | Semiramide                 | Арзаче                | меццо-сопрано |
| Джоаккино Россини       | «Танкред»                   | Tancredi                   | Танкред               | меццо-сопрано или контральто                                                                                                   |
| Джоаккино Россини       | «Танкред»                   | Tancredi                   | Руджеро               | меццо-сопрано или контральто                                                                                                   |
| Энгельберт Хумпердинк   | «Гензель и Гретель»         | Hänsel und Gretel          | Гензель               | меццо-сопрано |
| Энгельберт Хумпердинк   | «Гензель и Гретель»         | Hänsel und Gretel          | Песочный человекДрёма | сопрано (иногда исполняют тенора)                                                                                              |
| Энгельберт Хумпердинк   | «Гензель и Гретель»         | Hänsel und Gretel          | Дрёма                 | сопрано (иногда исполняют тенора)                                                                                              |
| Эмманюэль Шабрие        | «Звезда»                    | L'étoile                   | Лазули                | сопрано |
| Эмманюэль Шабрие        | «Неудачное воспитание»      | Une éducation manquée      | Гонтран де Буамассиф  | сопрано |
| Марк Антуан Шарпантье   | «Давид и Ионафан»           | David et Jonathas          | Ионафан               | сопрано |
| Гиль Шохат              | «Детские мечты»             | The Child Dreams           | Ребёнок               | сопрано |
| Гиль Шохат              | «Детские мечты»             | The Child Dreams           | Поэт                  | меццо-сопрано |
| Иоганн Штраус           | «Летучая мышь»              | Die Fledermaus             | Князь Орловский       | меццо-сопрано |
| Рихард Штраус           | «Ариадна на Наксосе»        | Ariadne auf Naxos          | Композитор            | меццо-сопрано |
| Рихард Штраус           | «Кавалер розы»              | Der Rosenkavalier          | Октавиан              | меццо-сопрано |
| Рихард Штраус           | «Саломея»                   | Salome                     | Паж                   | контральто |
| Леош Яначек             | «Из мёртвого дома»          | Z mrtvého domu             | Алей                  | меццо-сопрано |

## Юбочная роль

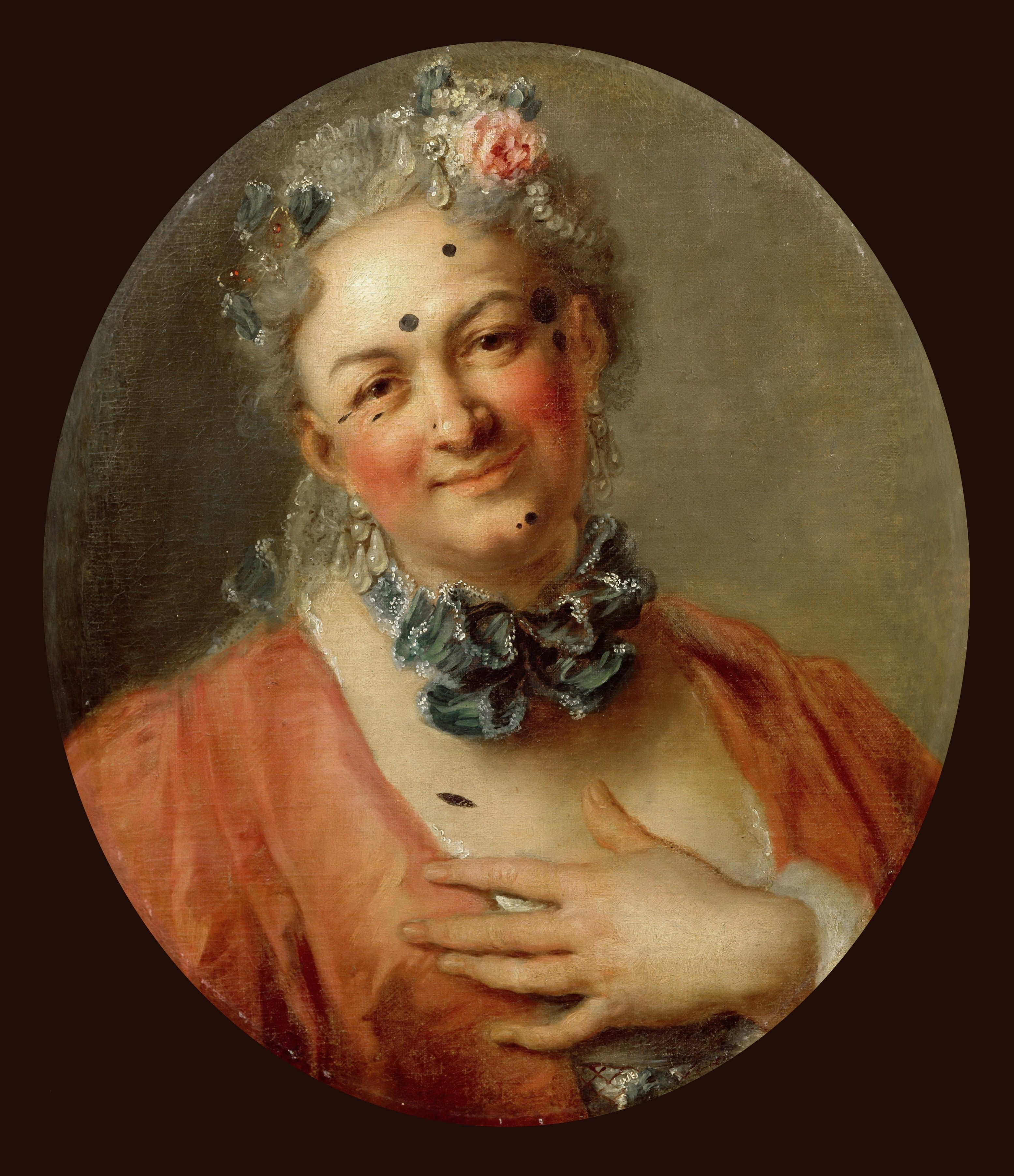
Пьер Желиот в роли нимфы Платеи (около 1745 года)

С термином «брючная роль» тесно связан противоположный термин «юбочная роль». Он относится к женскому персонажу, которого играет певец, обычно ради достижения комического или визуального эффекта. Подобные роли встречаются гораздо реже, чем брючные роли. Юбочные роли восходят к периоду, когда женщинам запрещено было появляться на сцене — например, в религиозных мистериях. Многие женские роли в этот период композиторы создавали как юбочные роли для кастратов (например, Мандана и Семира в опере Леонардо Винчи «Артаксеркс»).
В более поздних операх юбочные роли обычно представляют старух или уродливых сводных сестёр. Например, юбочные роли есть у Бриттена («Река Керлью», сумасшедшая), Прокофьева («Любовь к трём апельсинам», кухарка). Роль ведьмы в опере «Гензель и Гретель», написанная для меццо-сопрано, в наши дни зачастую исполняется тенором, который поёт её на октаву ниже авторского текста. При этом мужские роли Гензеля, Песочного человека и Дрёмы в этой опере Хумпердинка должны исполнять женщины.

## За пределами музыкального театра
Сценические произведения, не относящиеся к музыкальному театру, не предъявляют требований к вокальному диапазону и поэтому, как правило, не содержат брючных ролей в том смысле, как они понимаются в опере. Существуют мужские роли, написанные для женщин или обычно исполняемые женщинами (например, Питер Пэн), их можно считать особой разновидностью брючных ролей. Однако в большинстве случаев выбор актрисы-женщины для исполнения мужской роли обусловлен не текстом пьесы, а конкретным режиссёрским решением: от того, что Сара Бернар однажды сыграла Гамлета, он не стал брючной ролью. 